# Pokémon Ruby và Sapphire
Pokémon Ruby & Sapphire (ポケットモンスタールビー・サファイア Poketto Monsutā Rubī & Safaia) là 2 phiên bản video game được phát triển bởi Game Freak và phát hành bởi Nintendo dành riêng cho Game Boy Advance. Hai trò chơi sẽ được phát hành trên toàn thế giới vào ngày 21 tháng 11 năm 2002.